# Théâtre Graslin

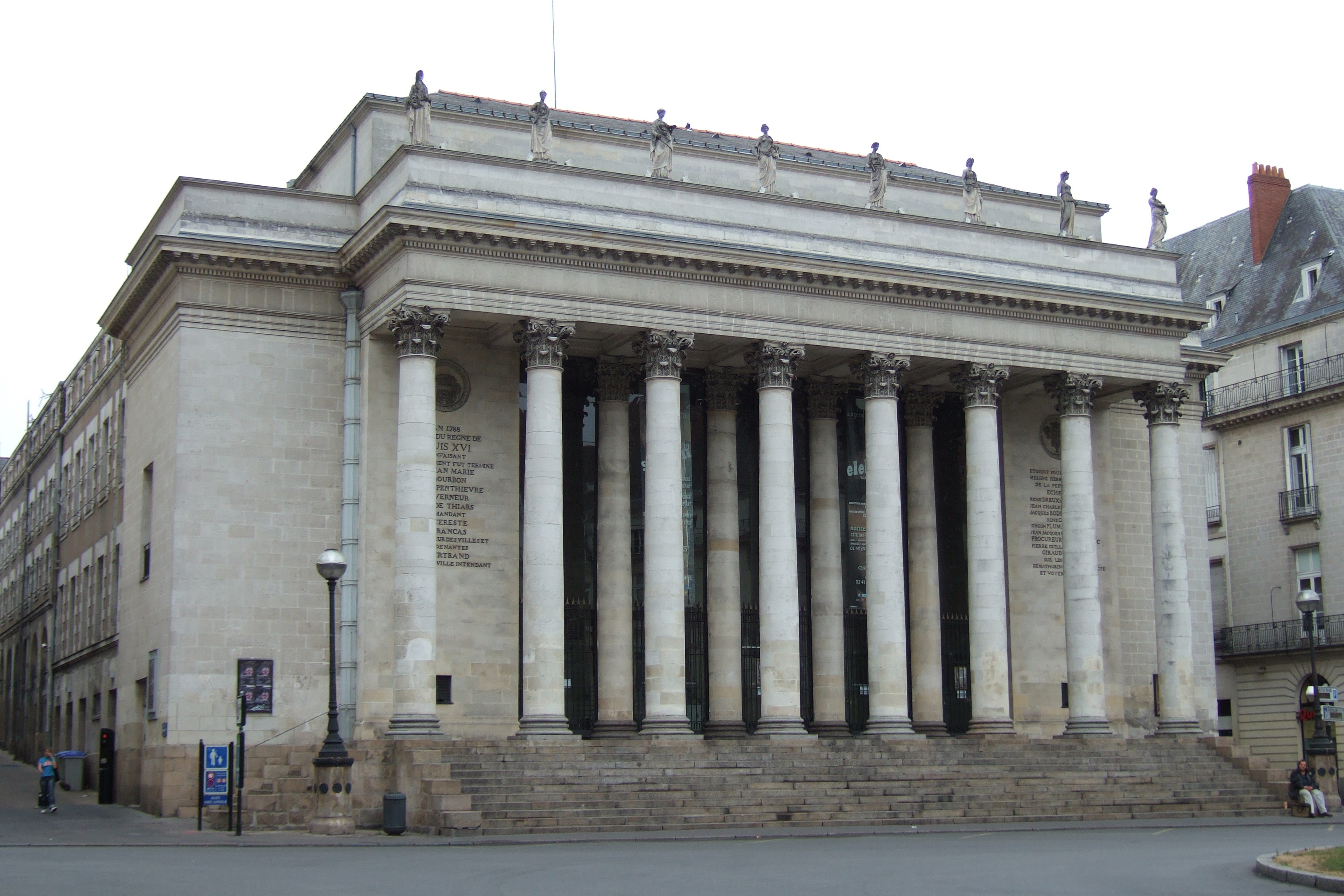
Fassade des Théâtre Graslin

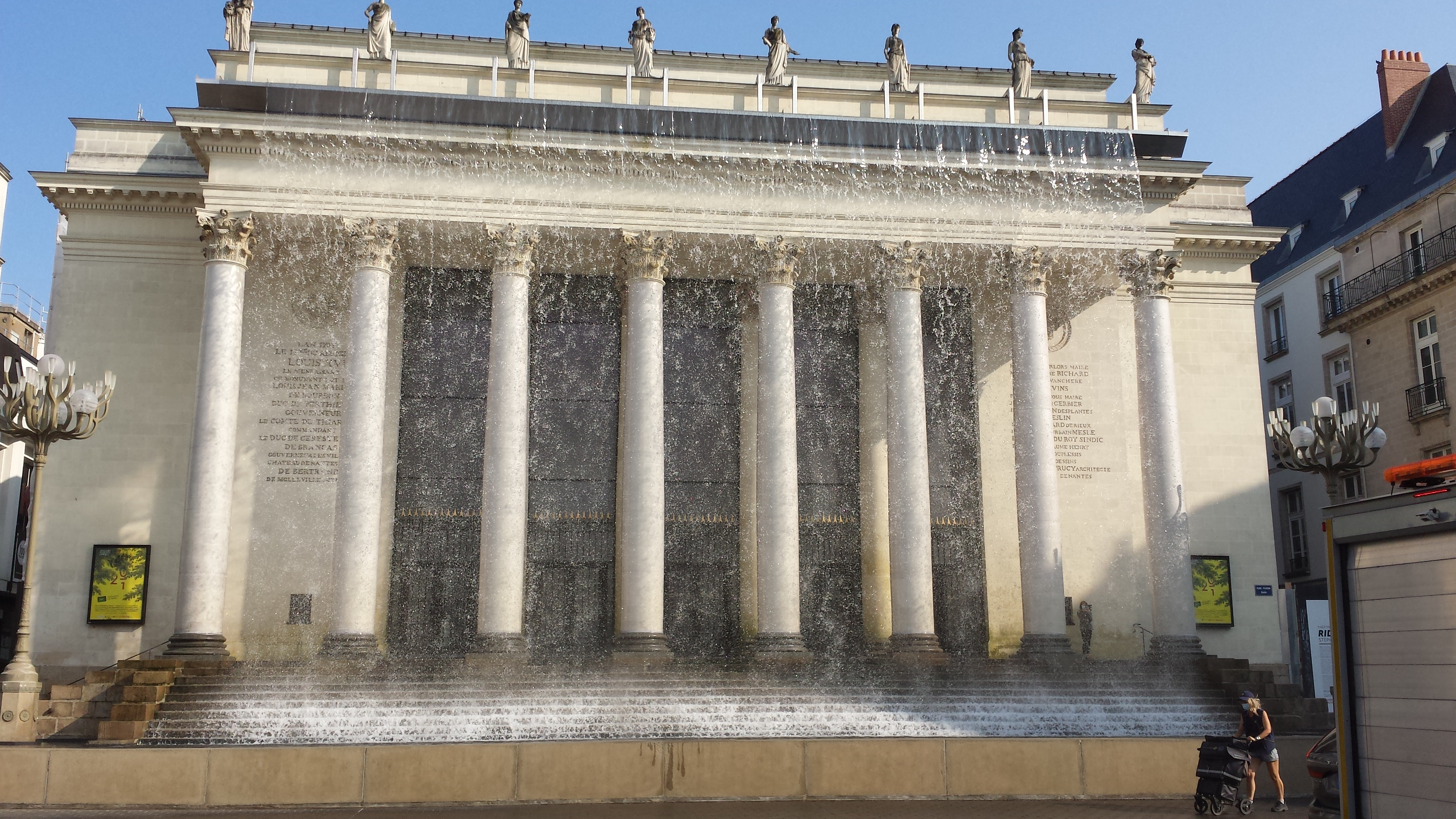
Le Rideau

Das Théâtre Graslin ist ein Opernhaus in Nantes. Es wurde gegen Ende des 18. Jahrhunderts vom Architekten Mathurin Crucy im Stil des Klassizismus erbaut und nach Jean-Louis Graslin, dem Grundbesitzer, benannt. Die Eröffnung fand am 23. März 1788 statt. 1796 brannte das Theater ab, wurde aber in der napoleonischen Zeit wieder aufgebaut. Eine umfassende Restaurierung erfolgte 2003. Die Kapazität des Hauses beträgt heute 784 Plätze. Der Opernbetrieb erfolgt derzeit in Kooperation mit dem „Grand Théâtre d’Angers“. Am Theaterplatz gegenüber befindet sich die bekannte Brasserie La Cigale.
Im September 2020 war das Théâtre Graslin Objekt einer Kunstinstallation namens Rideau (Vorhang). Der Künstler Stéphane Thidet errichtete auf der gesamten Frontbreite des Gebäudes einen Wasserfall. 